# Suore carmelitane scalze
Le Suore Carmelitane Scalze, di Leivi, sono un istituto religioso femminile di diritto pontificio.

## Storia
La congregazione fu fondata nel 1859, presso la chiesa di San Bartolomeo dell'Olivella, dal priore di Nostra Signora del Carmine a Genova, Girolamo Campanella.
Nel 1921 fu aperta una casa a Rapallo dove fu aperto un noviziato; la comunità di Rapallo si separò dalla casa-madre costituendosi in congregazione autonoma nel 1928, ma si riumirono all'istituto genovese nel 1946.
L'istituto, aggregato all'ordine dei carmelitani scalzi, divenne di diritto pontificio il 3 gennaio 1950.

## Attività e diffusione
Le suore si dedicano all'assistenza alla gioventù e alla cura di anziani e ammalati a domicilio.
La sede generalizia è a San Bartolomeo di Leivi.
Alla fine del 2015 l'istituto contava 5 religiose e una sola casa.